# هرینگی
longitudeهرینگیlatitudeهرینگی
هرینگی (به انگلیسی: Harringay) (pronounced ‎/ˈhærɪŋɡeɪ/‎) یک ناحیه در لندن است که در منطقه هرینگی لندن واقع شده‌است.

## نگارخانه

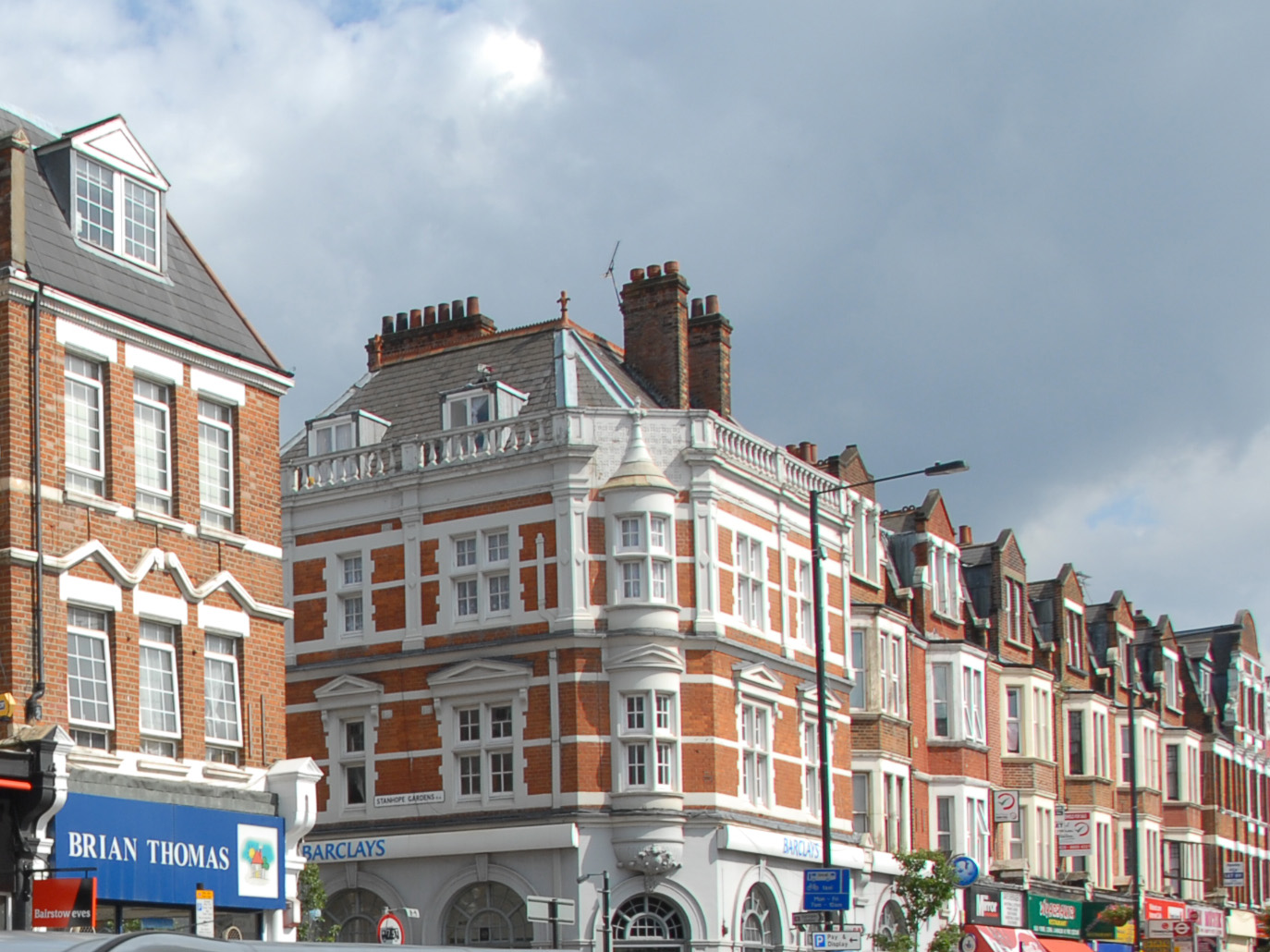
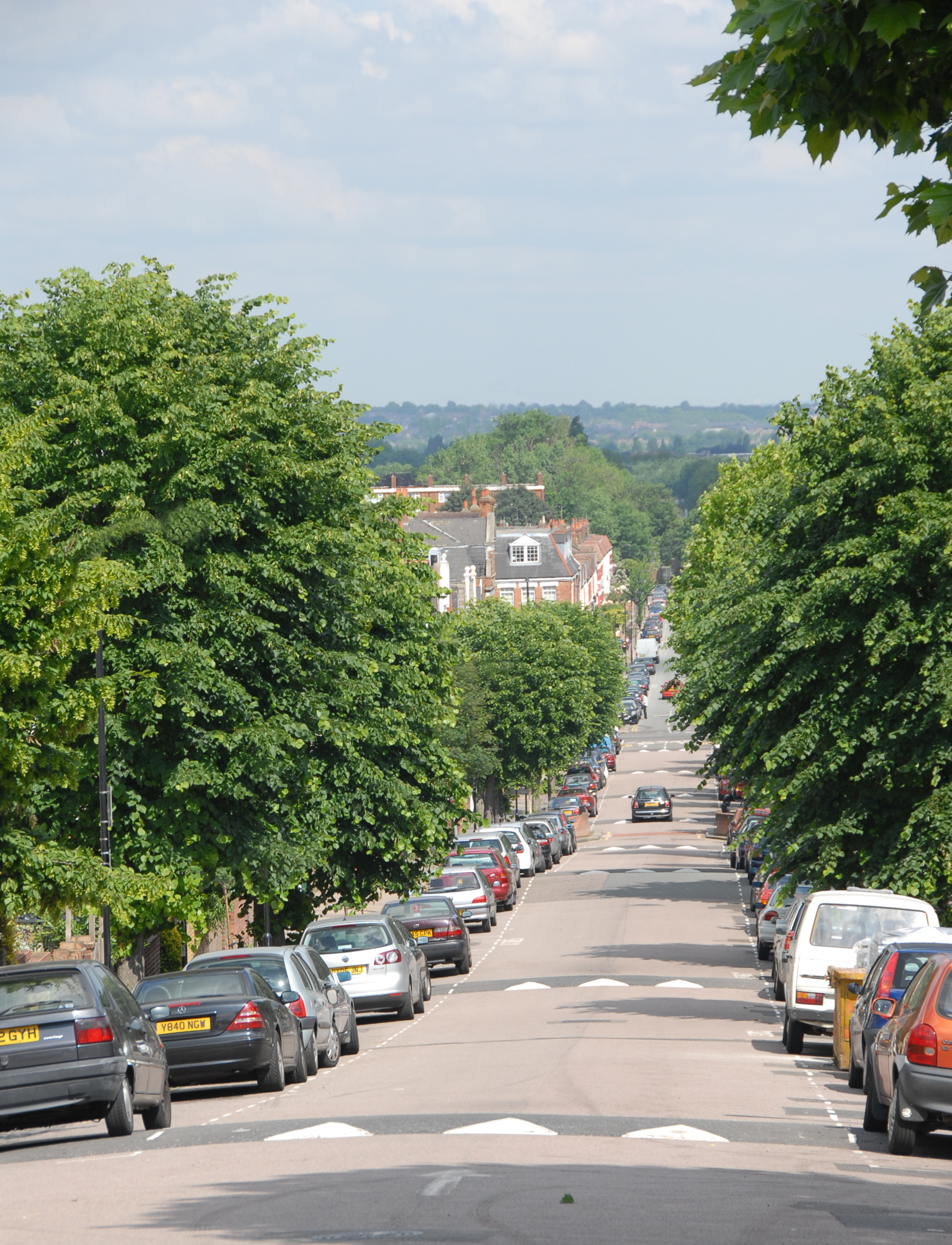
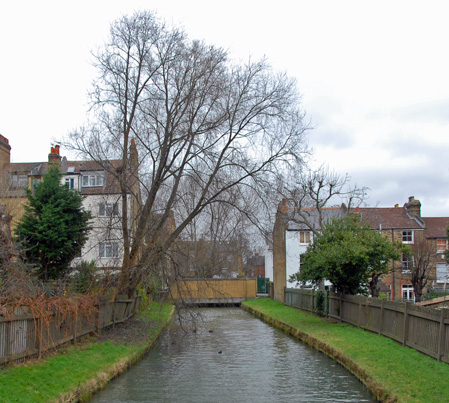
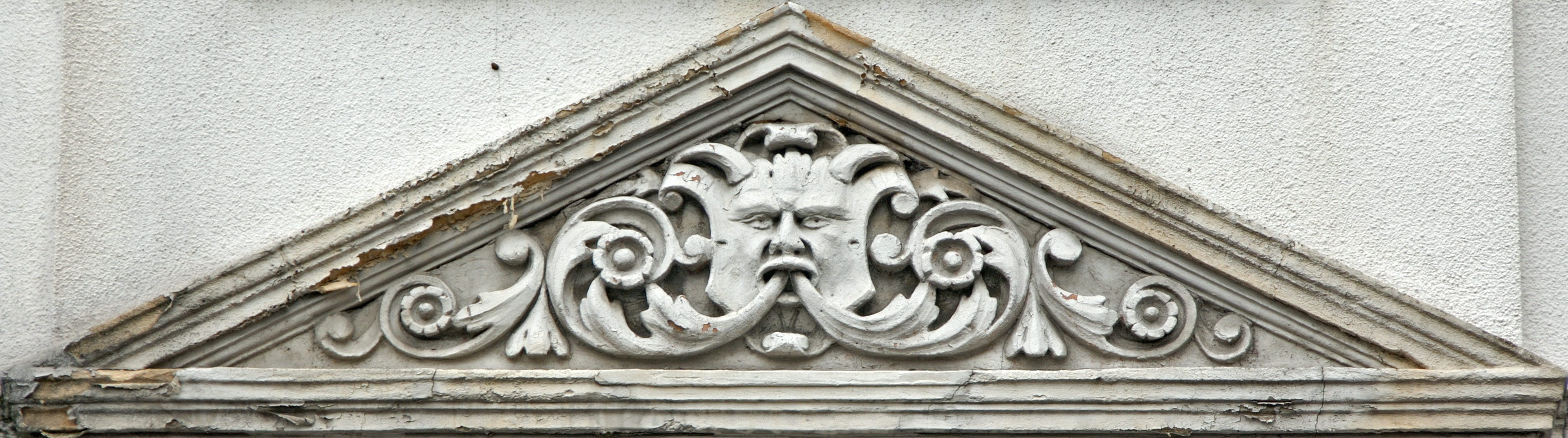
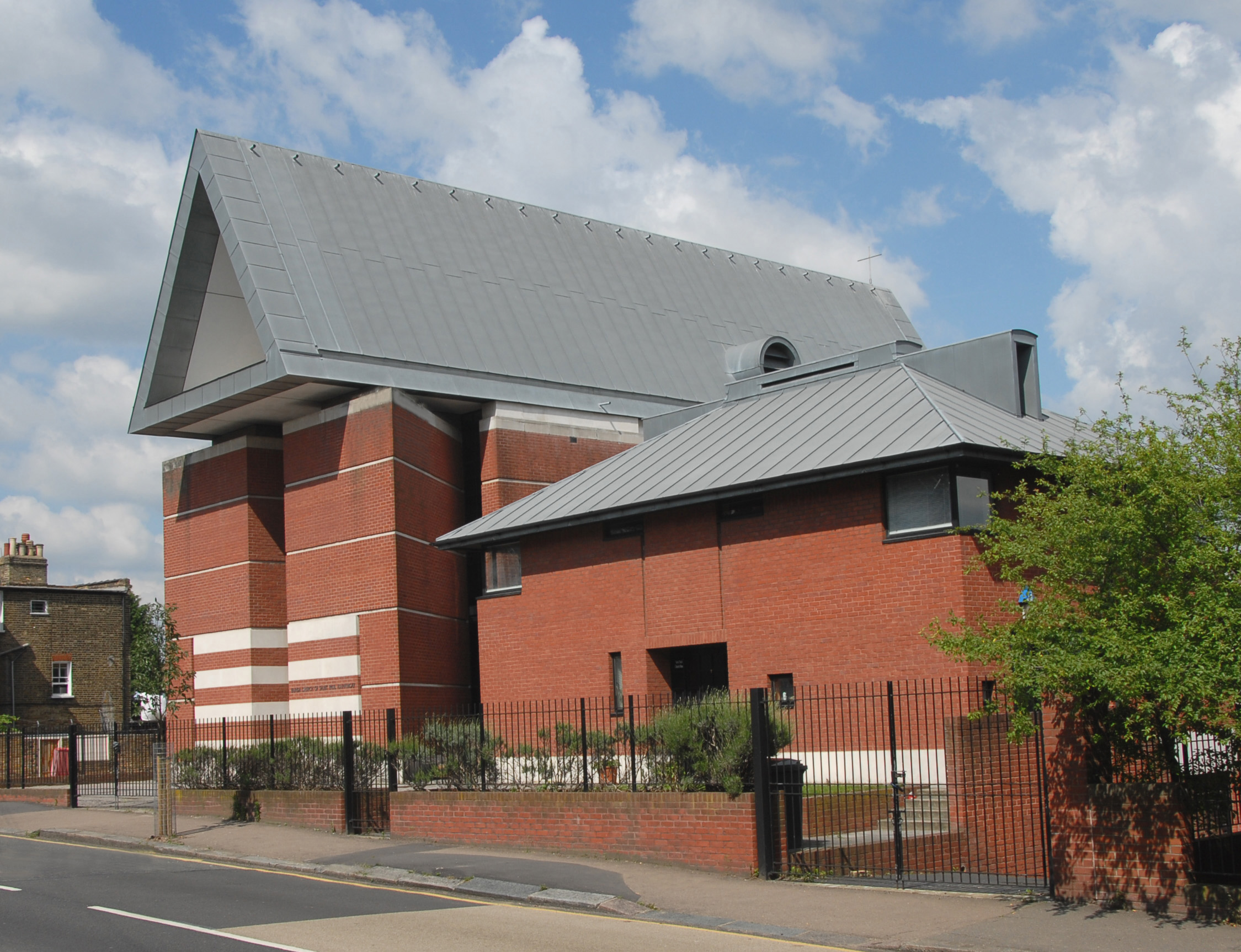
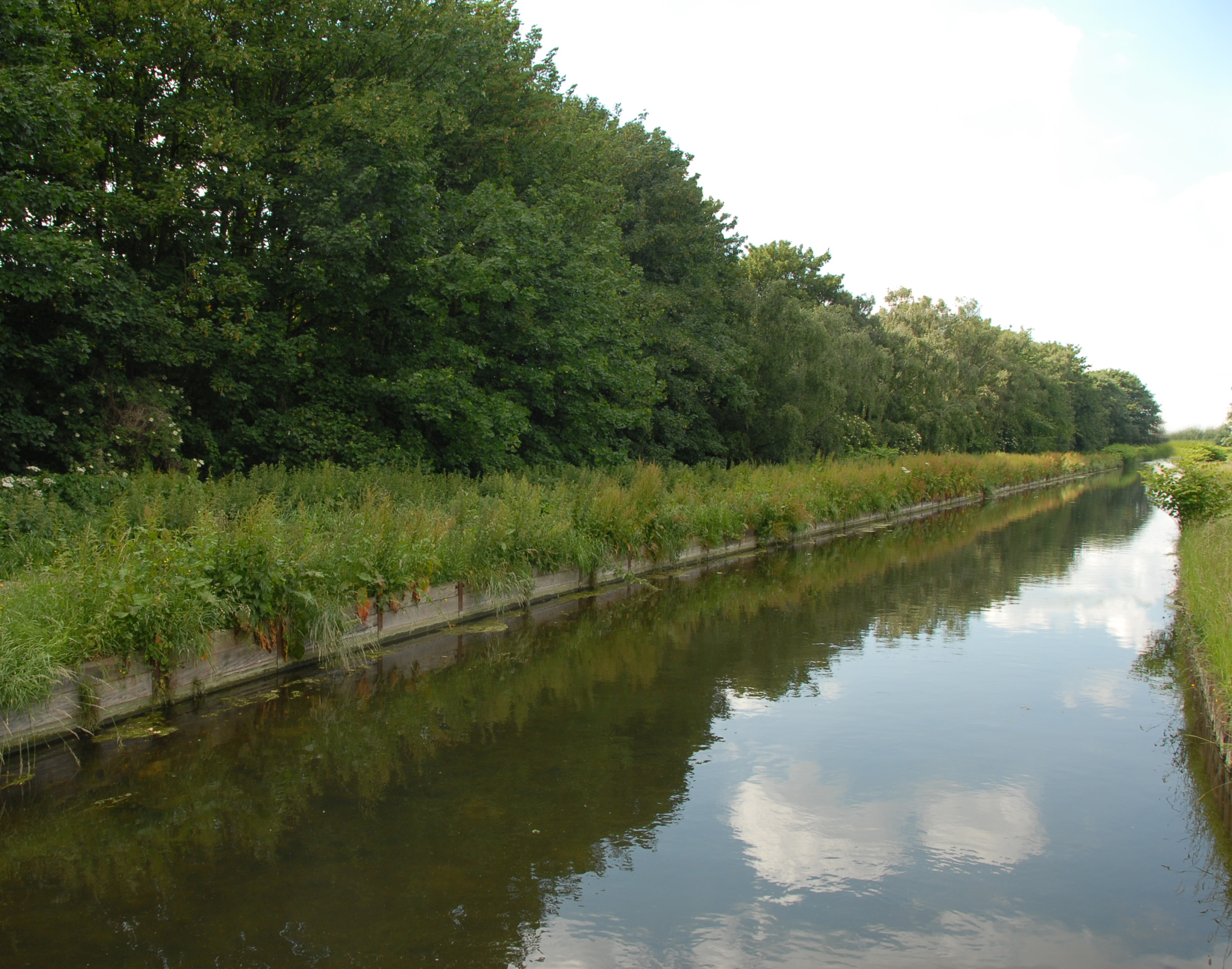
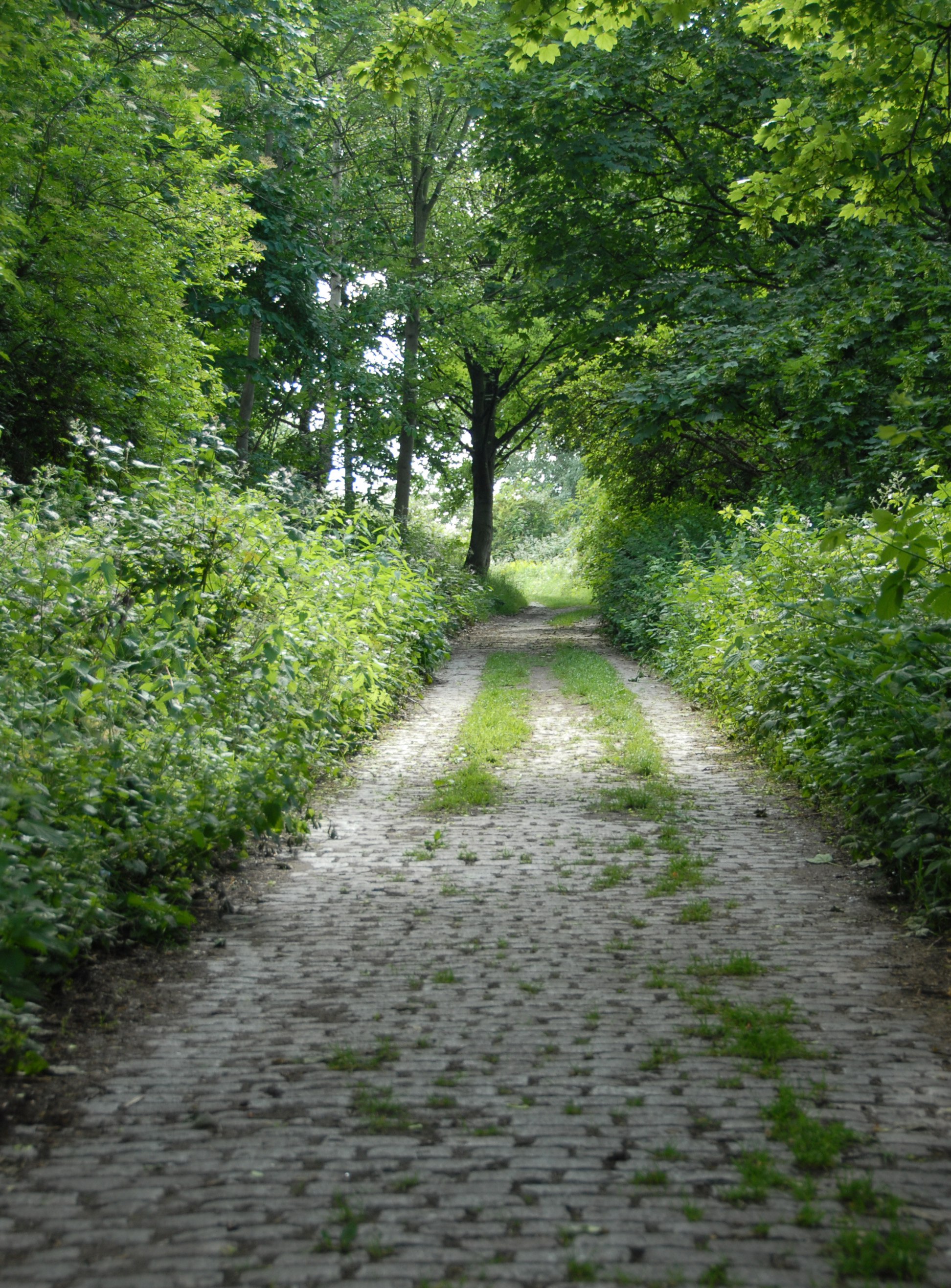